# John Gustafson (Informatiker)

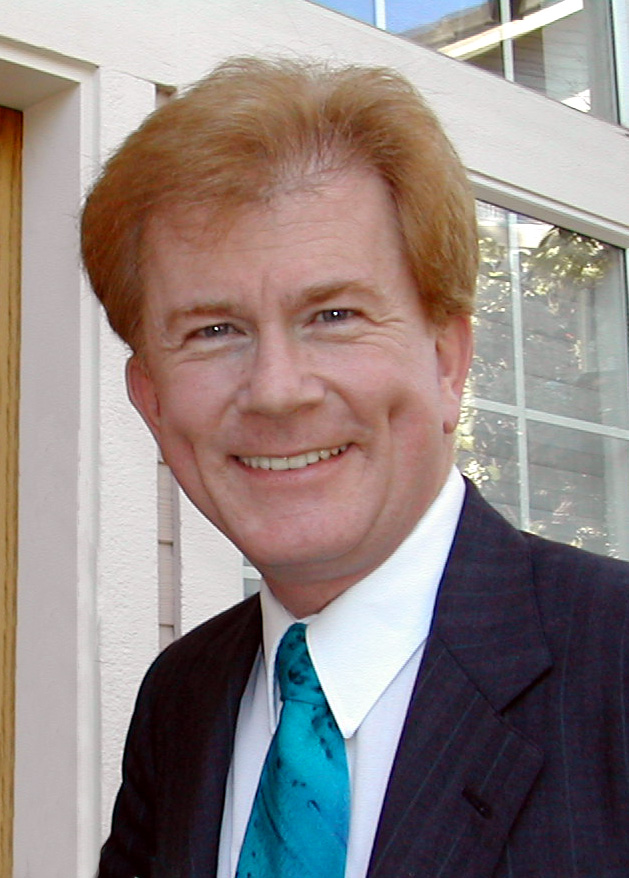
Gustafson, ca. 2008

John Leroy Gustafson (* 19. Januar 1955) ist ein US-amerikanischer Informatiker und Unternehmer. Er ist vor allem für seine Arbeiten im Bereich High Performance Computing (HPC) bekannt, darunter die Entdeckung und Formulierung des nach ihm benannten Gesetzes, die Einführung des ersten kommerziellen Rechnerverbunds, die Messung mit QUIPS, die Leitung der Rekonstruktion des Atanasoff-Berry-Computers, die Erfindung des Zahlenformats Unum, sowie mehrere Auszeichnungen für die Beschleunigung von Computern. Derzeit ist er Chief Technology Officer bei Ceranovo Von September 2012 bis Juni 2013 war er Chief Graphics Product Architect und Senior Fellow bei AMD, und zuvor war er Softwarearchitekt bei Intel Labs-SC, CEO bei Massively Parallel Technologies und CTO bei ClearSpeed Technology.
Gustafson hat Abschlüsse in angewandter Mathematik vom California Institute of Technology und der Iowa State University.

## Kindheit und Ausbildung
Gustafson wuchs in Des Moines in Iowa auf. Nach seinem Abschluss in Angewandter Mathematik am California Institute of Technology im Jahr 1977 zog er nach Ames und machte seinen Master 1981 und promovierte 1982 an der Iowa State University.
Seine Mutter war eine Elektronikerin bei Collins Radio und sein Vater war ein Chemieingenieur, der zum Arzt wurde, beides ein Ergebnis des Zweiten Weltkriegs. Seine Eltern ermutigten ihn schon in jungen Jahren zu wissenschaftlichen Erkundungen. Das Zusammenbauen von Radiosendern, das Entwerfen und Ausführen von Chemieexperimenten und das Herstellen von Hologrammen sind einige seiner Beschäftigungen in der Kindheit.

## Unums
Gustafson hat eine Familie neuer Formate zur Speicherung von reellen Zahlen in Computern entwickelt, bei dem eine variable Anzahl von Bits verwendet wird, die von der Anzahl der benötigten Stellen abhängt, und das als Unum bezeichnet wird. Andere Formate speichern Zahlen mit einer festen Anzahl von Bits, zum Beispiel 64 Bits für Zahlen im verbreiteten Format Doppelte Genauigkeit üblich. Dadurch können sie für eine schnelle Verarbeitung kleiner sein oder aber auch genauer und größer, je nachdem was gewünscht ist.

## Auszeichnungen und Ehrungen
1988 wurde Gustafson mit dem ersten Gordon Bell Prize ausgezeichnet. Er hat weitere Auszeichnungen für seine Arbeit im HPC-Bereich erhalten, darunter 2006 den International Atanasoff Award. 2007 wurde er mit dem IEEE Computer Society Golden Core Award ausgezeichnet.
Weitere Auszeichnungen und Ehrungen:
- 2000 Iowa State University Inventor of the Year Award
- 1998 Distinguished Visiting Professor, New Mexico State University
- 1997 PDPTA Outstanding Achievement Award
- 1995 R&D 100 Award
- 1991 R&D 100 Award
- 1990 New Mexico Inventor of the Year Award
- 1989 R&D 100 Award
- 1977 Richter Fellowship
- 1974 Eric Temple Bell Award
- 1973 Drake Physics Prize